# Ultima Forsan
Ultima Forsan è un gioco di ruolo italiano di genere horror, storico e ucronico, ambientato in una versione alternativa del Rinascimento. Gli autori del gioco sono Mauro Longo e Giuseppe Rotondo, e il manuale base è stato pubblicato nel 2014 da GGStudio.
Si tratta di un "Mondo Selvaggio" ufficiale per Savage Worlds con una collana che comprende tre manuali di ambientazione, tre librogame, una campagna e molto altro materiale ufficiale.

## Ambientazione
Ultima Forsan è ambientato in una versione alternativa del Rinascimento, che tocca geograficamente tutte le aree all'epoca conosciute, ciascuna evolutasi in maniera diversa rispetto alla storia reale. Il punto di divergenza di questa ucronia è quello di una pandemia di origine sconosciuta chiamata il Flagello, o Morte Grigia, che ricalca l'episodio storico della diffusione della peste nera del Trecento. In questo caso, la Morte Grigia causa il ritorno delle vittime sotto forma di morti viventi, i quali diventano gli agenti di contagio più pericolosi. Il Flagello appare per la prima volta in Asia Centrale negli anni '40 del Trecento, raggiunge le città lungo la via della seta e sulle coste del Mar Nero, e da lì si diffonde a macchia d'olio in Europa, Asia e Africa, tra il 1345 e il 1365. Questi anni vengono definiti comunemente "I giorni dell'ira di Dio" o Dies Irae.
Il presente di Ultima Forsan inizia tuttavia quasi duecento anni dopo, nell'ottobre 1514, quando sovrani, comandanti e diplomatici di tutto il mondo conosciuto, fino ad allora relegati in feudi più o meno grandi sorti sulle macerie dei Vecchi Regni, decidono di riunirsi e collaborare per riconquistare la Selva ai Morti che ancora vi si aggirano.
Da quel momento, il progredire dell'ambientazione, presentata a ottobre 2014 a Lucca Comics & Games, segue a pari passo la linea temporale del nostro presente, con gli eventi ufficiali che portano avanti la politica e la società dell'ambientazione esattamente di 500 anni nel passato.
Nel presente di Ultima Forsan, "I Giorni del Consiglio Universale", parte della Francia è dominio del Papa Re di Avignone, che vi ha istituito il suo Sacro Romano Impero, l'Italia settentrionale è divisa in feudi piccoli e grandi in costante lotta tra loro, il Regno di Sardegna è la più grande potenza navale nel Mediterraneo occidentale e la Repubblica di Venezia Nuova, situata a Creta dopo l'abbandono della Laguna agli Annegati, del Mediterraneo Orientale. Roma e Napoli sono Città Dolenti, abbandonate ai Morti, il Regno di Ungheria controlla l'Italia meridionale e la Sicilia è tornata al Califfato di Palermo. Tutte le altre regioni del Vecchio Mondo hanno subito analoghe riscritture della propria storia, tutte legate ai cambiamenti portati dai morti e dal flagello.
Le Americhe, scoperte da qualche decennio e frequentate solo da esploratori e conquistadores, non hanno subito gli effetti del flagello e adesso i regni precolombiani sono più forti che mai, fino ad arrivare, come nel caso degli aztechi, a pianificare una "Scoperta dell'Europa", invadendo e conquistando i deboli e frammentati regni europei.

## Regolamento
Ultima Forsan è un'ambientazione ufficiale per Savage Worlds e utilizza le regole di Savage Worlds Deluxe, l'ultima incarnazione del gioco di ruolo della Pinnacle Entertainment. Il manuale base comprende alcune regole di ambientazione, nuovi background arcani, un compendio generale dell'ambientazione, un bestiario che comprende varie tipologia di morti, fiere, chimere e abomini generati dal flagello, e una campagna a trama portante: "C'era una volta a Lucca".

## Storia editoriale
Ultima Forsan Manuale Base è pubblicato nell'ottobre 2014 e presentato ufficialmente a Lucca Comics & Games 2014 dove viene nominato Gioco di ruolo dell'anno della kermesse. In seguito sono stati pubblicati tre moduli di ambientazione: Italia Macabra (che descrive la situazione in Italia), Rutenia Macabra (dedicata alla Russia) e Iberia Macabra, tre librogame: Il tesoro della regina, Si muore solo due volte, Il giorno della civetta, e una campagna per eroi di rango leggendario: 1517 - Fuga da Old York. La casa editrice e gli autori hanno pubblicato molte avventure gratuite e altri contenuti speciali sul sito ufficiale del gioco.
Ultima Forsan è stato anche tradotto in inglese, russo e spagnolo, facendone il gioco di ruolo italiano con il maggior numero di localizzazioni.

## Giochi derivati e altri media
Ultima Forsan nasce come spin-off del romanzo di Mauro Longo Decamerone dei Morti (Origami Edizioni, 2012), che a tutt'oggi ne rappresenta un prequel ambientato centosettant'anni prima, e ha generato un altro romanzo direttamente calato nell'ambientazione: Guiscardi senza gloria (Acheron Books, 2016). Nel 2017 la Origami Edizioni pubblica un altro gioco di ruolo collegato al brand: Dies Irae, che utilizza il regolamento FATE ed è ambientato negli anni del romanzo Decameron dei Morti. Sono tuttora in fase di sviluppo un fumetto e un videogioco (Deadcatcher - An Ultima Forsan Adventure).